# Luna 19
Luna 19 fu un satellite artificiale lunare lanciato dall'URSS per lo studio del campo gravitazionale lunare e delle concentrazioni di massa presenti sulla Luna, dette mascon.

## La missione
Luna 19 fu lanciata il 28 settembre del 1971 alle 10:00:22 UTC con un razzo Proton e dopo due correzioni di rotta, si immise in orbita lunare circolare il 2 ottobre 1971.

Lo scopo della missione era lo studio del campo gravitazionale lunare e delle concentrazioni di massa, ma furono eseguiti dei rilevamenti anche sulla radiazione ambientale lunare, sul vento solare e sulla radiazione gamma ambientale. Inoltre furono eseguite delle riprese della crosta lunare.
Luna 19 smise di funzionare il 20 ottobre 1972, dopo 4000 orbite e più di un anno di lavoro.

## La sonda
Luna 19 fu la prima della nuova serie di sonde lunari orbitanti, più avanzata rispetto ai modelli precedenti. Il progetto di base era quello del Lunochod, ma privato del sistema di ruote motrici; in pratica si utilizzava la stiva dei rover per creare delle sonde orbitanti.